# Rastrillos
Rastrillos é um grupo de reggae mexicano, originário da cidade de México, que foi formada em 1988, como uma banda underground de reggae que conseguiram ser a banda mais importante e a principal representante do movimento reggae mexicano.

## Discografia
- Revolución Latinoamericana (1992)
- 4 Vientos (199?)
- Códigos del Alma (2003)
- Se acabó el reve  (2006)